# The Silence
The Silence (en español El Silencio) es una película de terror alemana de 2019 protagonizada por Kiernan Shipka, Miranda Otto y Stanley Tucci. La cinta, dirigida por John R. Leonetti, está basada en la novela del mismo nombre escrita por Tim Lebbon y relata el ataque de unas extrañas criaturas aladas que cazan mediante el sonido. Netflix estrenó The Silence el 10 de abril de 2019.

## Sinopsis
Un equipo de investigación de cuevas descubre una especie desconocida de criatura alada en una mina las cuales se guían por el sonido. Las criaturas matan violentamente a los investigadores, y salen volando de la mina. La familia de Ally Andrews tendrá que buscar un lugar seguro mientras guardan silencio.

## Reparto
- Stanley Tucci como Hugh Andrews.
- Kiernan Shipka como Ally Andrews.
- Miranda Otto como Kelly Andrews.
- Kate Trotter como Lynn.
- John Corbett como Glenn.
- Kyle Harrison Breitkopf como Jude Andrews.
- Dempsey Bryk como Rob.
- Billy MacLellan como El Reverendo.